# Benson & Hedges Classic
Il Benson & Hedges Classic è stato un torneo di tennis facente parte del Grand Prix giocato dal 1973 al 1974 a Christchurch in Nuova Zelanda.

## Albo d'oro

### Singolare
| Anno | Vincitore     | Finalista       | Punteggio     |
| ---- | ------------- | --------------- | ------------- |
| 1973 | Fred Stolle   | Brian Gottfried | 7–6, 6–4, 6–1 |
| 1974 | Roscoe Tanner | Ray Ruffels     | 6–4, 6–2      |

### Doppio
| Anno | Vincitori                      | Finalisti                      | Punteggio |
| ---- | ------------------------------ | ------------------------------ | --------- |
| 1973 | Anand Amritraj Fred McNair     | Jürgen Fassbender Jeff Simpson | Walkover  |
| 1974 | Ismail El Shafei Roscoe Tanner | Syd Ball Ray Ruffels           | Walkover  |